# Alfonso Herrera
Alfonso Herrera Rodríguez, dit Alfonso Herrera, est un acteur et chanteur mexicain, né le 28 août 1983 à  Mexico.

## Biographie
Alfonso Herrera Rodríguez naît en août 1983 à Mexico. Il a un frère aîné, Alejandro et un frère cadet, Oscar.
Il fréquente l'Edron Academy, une prestigieuse école britannique, aux côtés de Gael García Bernal et Ximena Sariñana. Il obtient son diplôme en 2002.
Il voulait à l'origine devenir pilote et allait déménager à San Antonio, au Texas, pour s'inscrire à une école d'aviation. Il a changé d'avis, et a décidé de s'inscrire au Centro de Educación Artística du géant latino-américain des médias Televisa.

### Vie privée
Il est marié depuis 2016 à Diana Vázquez. Ils ont deux fils, Daniel Herrera, né en 2016 et Nicolás Herrera, né en 2020. Ils annoncent leur divorce en décembre 2021.

## Filmographie

### Cinéma

#### Longs métrages
- 2002 : Amar te duele de  Fernando Sariñana : Francisco
- 2008 : Volverte a ver de Gustavo Adrian Garzon : Pablo
- 2009 : Venezzia d'Haik Gazarian : Frank Moore
- 2011 : Así Es La Suerte de Juan Carlos de Llaca : Guillermo
- 2012 : Le Lorax (Dr. Seuss' The Lorax) de Chris Renaud et Kyle Balda : Ted (voix espagnol)
- 2013 : Espectro d'Alfonso Pineda Ulloa : Mario
- 2013 : Obediencia Perfecta de Luis Urquiza : Julián Santos adulte
- 2014 : La Dictature parfaite (La dictadura perfecta) de Luis Estrada : Carlos Rojo
- 2016 : El Eligido d'Antonio Chavarrías : Ramón Mercader
- 2021 : Le Bal des 41 (El baile de los 41) de David Pablos : Ignacio de la Torre y Mier
- 2023 : Rebel Moon - Partie 1 : Enfant du feu de Zack Snyder : commandant Cassius
- 2024 : Rebel Moon - Partie 2 : L'Entailleuse de Zack Snyder : commandant Cassius

### Séries télévisées
- 2002 - 2003 : Clase 406 : Juan David Rodríguez Pineda
- 2004 - 2006 : Rebelde : Miguel Arango Cerveca
- 2007 : RBD : La Familia : Poncho
- 2008 : Terminales : Leonardo Carral
- 2009 : Camaleones : Sebastián Jaramillo
- 2009 : Mujeres asesinas : Estebán
- 2009 : Tiempo final : Arturo
- 2011 : El Equipo : Fermín Perez
- 2011 : El Encanto Del Aguila : Aquiles Serdan
- 2011 : El Diez : Salvador "Chava" Espinosa
- 2015 : El Dandy: José "Pepe" Montaño / Daniel "El Dandy" Bracho
- 2015 - 2018 : Sense8 : Hernando Fuentes
- 2016 - 2017 : L'Exorciste (The Exorcist) : Père Tomas Ortega
- 2016 - 2017 : Drunk History : El Lado Borroso De La Historia : Ernesto 'Che' Guevara / Aquiles Serdán
- 2018 - 2019 : Reine du Sud (Queen of the South) : Javier Jimenez
- 2019 : Sitiados : México : Lorenzo
- 2022 : Ozark : Javier "Javi" Elizondro